# 1972年夏季残疾人奥林匹克运动会以色列代表团
1972年夏季残疾人奥林匹克运动会以色列代表团是以色列派出的1972年夏季残疾人奥林匹克运动会代表团。获得9枚金牌、10枚银牌和9枚铜牌。